# Liste der Bodendenkmäler in Finsing
Auf dieser Seite sind die Bodendenkmäler in der oberbayerischen Gemeinde Finsing zusammengestellt. Diese Tabelle ist eine Teilliste der Liste der Bodendenkmäler in Bayern. Grundlage ist die Bayerische Denkmalliste, die auf Basis des Bayerischen Denkmalschutzgesetzes vom 1. Oktober 1973 erstmals erstellt wurde und seither durch das Bayerische Landesamt für Denkmalpflege geführt wird. Die folgenden Angaben ersetzen nicht die rechtsverbindliche Auskunft der Denkmalschutzbehörde.

## Bodendenkmäler in Finsing
| Lage                       | Objekt | Akten-Nr.     | Bild           |
| -------------------------- | --- | ------------- | -------------- |
| (Standort)                 | Siedlung vor- und frühgeschichtlicher Zeitstellung. | D-1-7736-0014 |                |
| (Standort)                 | Siedlung vor- und frühgeschichtlicher Zeitstellung und Körpergräber des frühen Mittelalters.                                                                 | D-1-7736-0016 |                |
| (Standort)                 | Villa rustica der römischen Kaiserzeit. | D-1-7736-0034 |                |
| (Standort)                 | Siedlung vor- und frühgeschichtlicher Zeitstellung. | D-1-7736-0062 |                |
| St.-Georg-Weg 1 (Standort) | Untertägige mittelalterliche und frühneuzeitliche Befunde und Funde im Bereich der katholischen Pfarrkirche St. Georg von Finsing und ihrer Vorgängerbauten. | D-1-7736-0151 | weitere Bilder |
| (Standort)                 | Siedlung der mittleren Bronzezeit. | D-1-7737-0174 |                |
| (Standort)                 | Siedlung vorgeschichtlicher Zeitstellung, u. a. des Neolithikums und der jüngeren Latènezeit sowie verebnete Viereckschanze des späten Latènezeit.           | D-1-7737-0176 |                |
| (Standort)                 | Siedlung vor- und frühgeschichtlicher Zeitstellung, u. a. der mittleren Bronzezeit.                                                                          | D-1-7737-0182 |                |
| (Standort)                 | Siedlung der Bronzezeit. | D-1-7737-0352 |                |
| (Standort)                 | Siedlung der Frühbronzezeit. | D-1-7737-0353 |                |